# Pseudipochira
Pseudipochira is een kevergeslacht uit de familie van de boktorren (Cerambycidae). De wetenschappelijke naam van het geslacht werd voor het eerst geldig gepubliceerd in 1956 door Breuning.

## Soorten
Pseudipochira omvat de volgende soorten:
- Pseudipochira albertisi Breuning, 1956
- Pseudipochira hiekei Breuning, 1966
- Pseudipochira keyensis Breuning, 1961